# Най-ценен играч
Най-ценен играч в спорта e награда, с която се удостоява най-добре представящият се играч в определен отбор, понякога в цялата лига, а също и в конкретен многобой или серия от състезания.
Използва се както за мъже, така и за жени. В английски варианти понякога има родово-неутрални термини за някои разновидности на наградата. Например в САЩ за наградата man of the match, когато става дума за най-добър играч в мач от женския спорт, се казва player of the match.
В началото терминът е използван само за професионалния спорт, но днес много често се употребява и в аматьорския спорт, а също и в напълно различни области, например за работното място, бизнеса, както и за музикални награди.